# Numb (chanson de U2)
Pour les articles homonymes, voir Numb.
Pour les articles homonymes, voir Lemon.
Singles de U2
Who's Gonna Ride Your Wild Horses
(1992) Lemon
(1993)
Numb est une chanson du groupe de rock irlandais U2. C'est le premier single et la troisième piste de leur huitième album Zooropa, publié en juin 1993. Il est produit par Brian Eno, Flood et The Edge. De genre rock alternatif, le morceau peut être défini aussi comme un techno-rap.
Numb est l'unique 45 tours du groupe à être chanté non par Bono mais par The Edge, le guitariste de U2. The Edge avait précédemment chanté sur d'autres morceaux du groupe comme Seconds issu de l’album War et sur Van Diemen's Land, deuxième titre de l’album Rattle and Hum.  U2 a ajouté Numb à sa liste de concerts après la reprise de leur tournée Zoo TV en mai 1993, mais comme la plupart des chansons de Zooropa, elle n’a jamais été jouée en live depuis la fin de cette tournée.

## Analyse du morceau
Numb est à l’origine une chanson abandonnée des sessions d’Achtung Baby appelée Down All the Days qui a été retravaillée pendant l'enregistrement de Zooropa.
Sur ce morceau, l’instrumentation est pour le moins déroutante car c’est très électronique et assez éloigné de l’univers habituel de U2. « Down All the Days ne fonctionnait pas bien, mais l'instrumental était intéressant se souvient le bassiste Adam Clayton. Brian Eno y a ajouté des parties de claviers fantastiques (...)  Puis The Edge l'a pris dans un autre studio pour maquetter quelques idées et, en une poignée d'heures, il a trouvé la solution, en rappant à moitié sur l'instru. C'est une bombe sonore et le talent d'Edge y est fantastique. » Au niveau des paroles, The Edge donne des ordres à ses frères humains persécutés par la norme et le capitalisme ambiant.

## Clip
Le clip est tout aussi surprenant. Réalisé par Kevin Godley, la vidéo nous propose un gros plan sur le visage de The Edge qui se montre impassible face à différents événements qui tentent de le déconcentrer. Il se fait entourer le visage par de la ficelle, est attaqué par des pieds venus de nulle part ou encore est harcelé par une danseuse en pleine séance de danse du ventre, petit clin d'œil au spectacle Zoo TV et sa chanson Mysterious Ways.

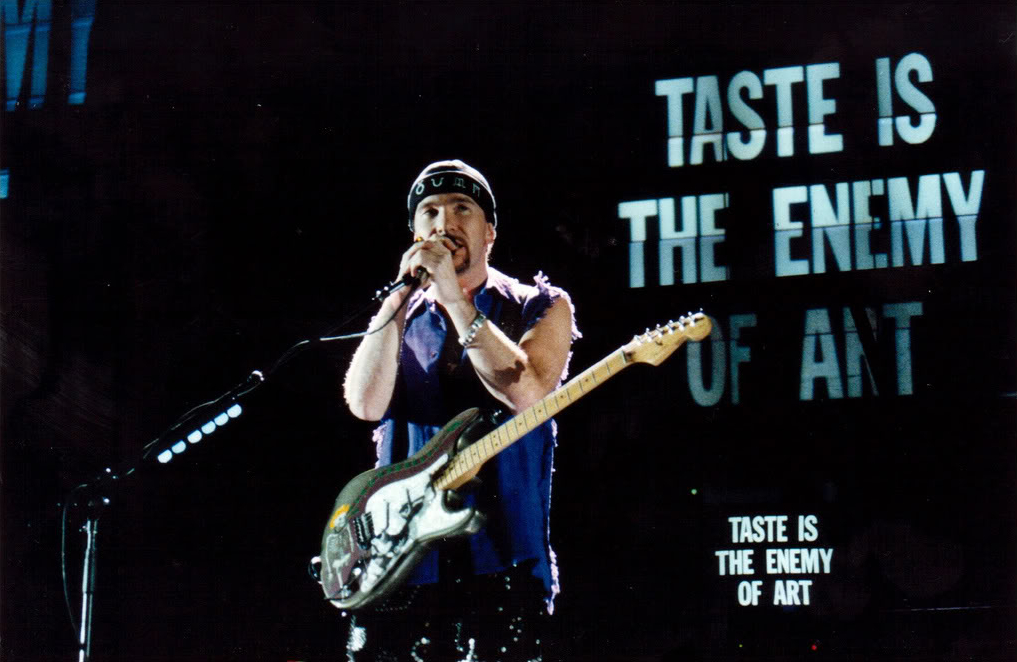
Le guitariste de U2 The Edge, interprète Numb lors du Zoo TV Tour à Melbourne, le 13 novembre 1993.

## Anecdote
Un remix de Numb est apparu dans le film Showgirls en 1995. Intitulé  Gimme Some More Dignity, ce remix n'a pas été intégré à la bande originale officielle du film.

## Classements
Pour un premier single, Numb n'a pas connu un grand succès dans les charts. Il s'est classé 2e en Islande, 7e en Australie, 9e au Canada, 13e en Nouvelle-Zélande et 44e en France. Le morceau n’a pas réussi à se classer au Royaume-Uni et dans le Billboard Hot 100 aux États-Unis.
| Classement / pays (1992) | Meilleure Position |
| ------------------------ | ------------------ |
| Australie - ARIA Charts  | 7                  |
| Canada                   | 9                  |
| France                   | 44                 |
| Islande                  | 2                  |
| Nouvelle-Zélande - RIANZ | 13                 |
| Pays-Bas                 | 15                 |